# Chiesa del Beato Antonio Pellegrino
La chiesa del Beato Antonio Pellegrino è un edificio religioso di origine rinascimentale che si erge in contrà san Giacomo, ora via Beato Pellegrino a Padova. La chiesa, già delle monache benedettine, conservava le spoglie del beato Antonio Manzoni detto "il Pellegrino" poste oggi alla chiesa dell'Immacolata. Ora è chiesa officiata dalla comunità romena di rito romano. Il complesso monastico di cui faceva parte, dopo essere stato utilizzato come nosocomio, è ora in buona parte occupato dall'Università degli Studi di Padova.

## Storia
La chiesa nacque con il contiguo monastero a seguito dell'ingresso in città delle monache benedettine di Santa Maria di Porciglia che ebbero il cenobio distrutto per motivi bellici nel 1509. Portarono nella loro nuova sede anche il corpo del beato Antonio Manzoni "Pellegrino". Chiesa e monastero sorsero su progetto del nobile Vincenzo Dotto. A seguito delle soppressioni napoleoniche e dell'allontanamento delle benedettine, le strutture monastiche furono utilizzate prima come caserma ed in seguito (1838) come ospizio, subendo così un radicale restauro nel 1943 quando furono abbellite in stile neoromanico. La chiesa fa ancora parte della Casa di Ricovero per Anziani (IRA) ed è officiata dalla comunità romena di rito romano.
Tra la notte del 24 e 25 ottobre 1993 la chiesa è sta depredata di alcune importanti opere d'arte. Una delle tele rubate, attribuita a Palma il Giovane è stata recuperata nel giugno 2014.

## Descrizione

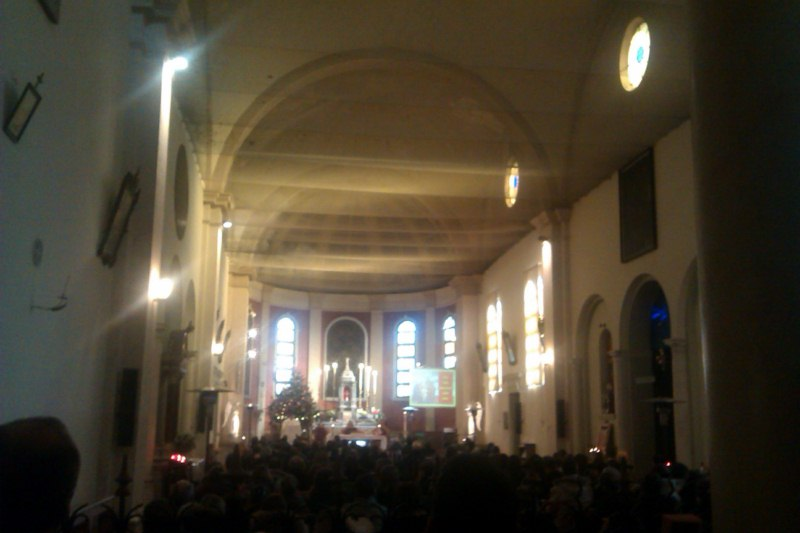
L'interno della chiesa durante una celebrazione liturgica in lingua romena.

### Esterno
La chiesa un tempo aveva la facciata caratterizzata da un portico, poi demolito per dare continuità alle vicine strutture. Attualmente si presenta in una veste neoromanica alquanto goffa, si affaccia direttamente sulla via, con facciata rivolta a meridione e decorata da archetti e bifore di varie dimensioni. L'abside conserva forse il suo aspetto cinquecentesco, coperta da una mezza calotta a piombo.

### Interno
L'aspetto tardorinascimentale, alterato dalla spoliazione di età napoleonica e dai successivi interventi, è leggibile nella sobria architettura bisognosa di interventi di ripristino e pulizia. L'aula è illuminata da oculi e voltata a crociera, conserva in controfacciata il vecchio coro pensile e dietro al grande altare maggiore è posta una tela raffigurante L'Assunta con Santi, che il Rossetti attribuiva incertamente al Palma il Giovane. Nella chiesa si conserva pure una tempera cinquecentesca raffigurante Il Beato Pellegrino che fa l'elemosina. In una delle due cappelle laterali era esposto, su un altare, il corpo del Beato Antonio "Pellegrino".

### Organo a canne
Sull'ampia cantoria in controfacciata, già coro pensile delle benedettine, si trova l'organo a canne, costruito nel 1850 riutilizzando del materiale fonico settecentesco ed un precedente strumento di Angelo Agostini (1840).
L'organo, a trasmissione integralmente meccanica, con un'unica tastiera di 50 note ed una pedaliera a leggio di 17 costantemente unita al manuale, è racchiuso entro una semplice cassa lignea con mostra composta da canne non suonanti.